# Harmonia quadripunctata
Harmonia quadripunctata (buburuza cu patru puncte) este o specie de buburuză din familia Coccinellidae. 

## Subspecii
- Harmonia quadripunctata var. sordida Weise, 1879
- Harmonia quadripunctata var. nebulosa Weise, 1879
- Harmonia quadripunctata var. abieticola Weise, 1885
- Harmonia quadripunctata var. pinastri Weise, 1879
- Harmonia quadripunctata var. rustica Weise, 1879
- Harmonia quadripunctata var. multimaculata Heyden
- Harmonia quadripunctata var. sedecimpunctata (Fabricius, 1781)

## Galerie

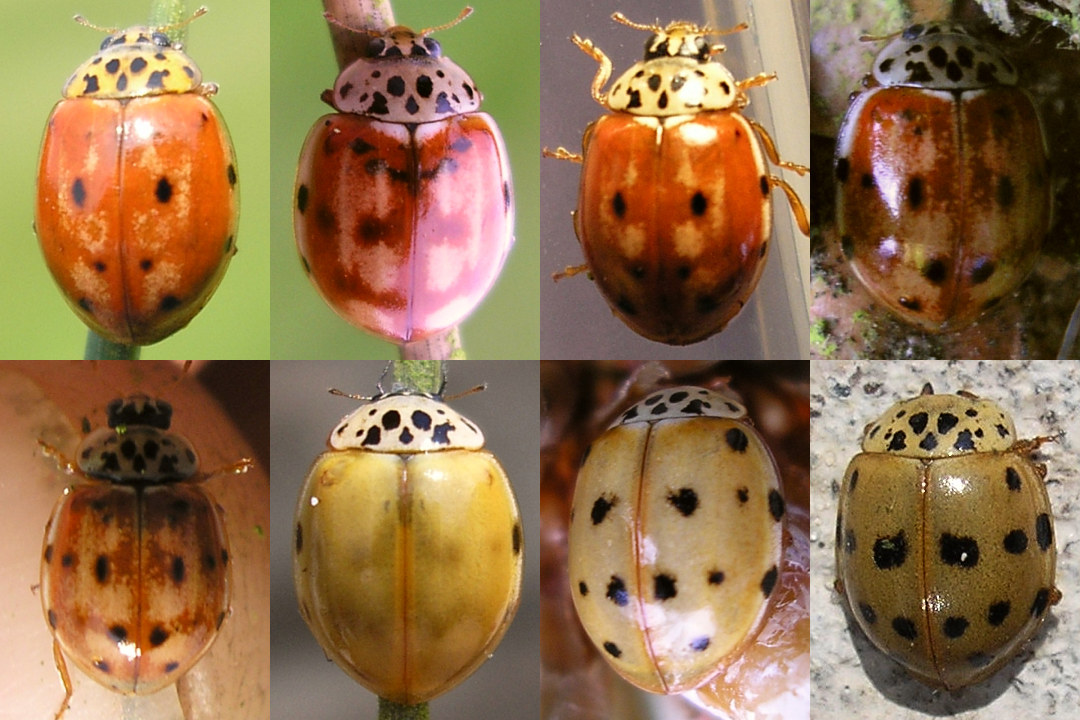
Variabilitatea speciei Harmonia quadripunctata
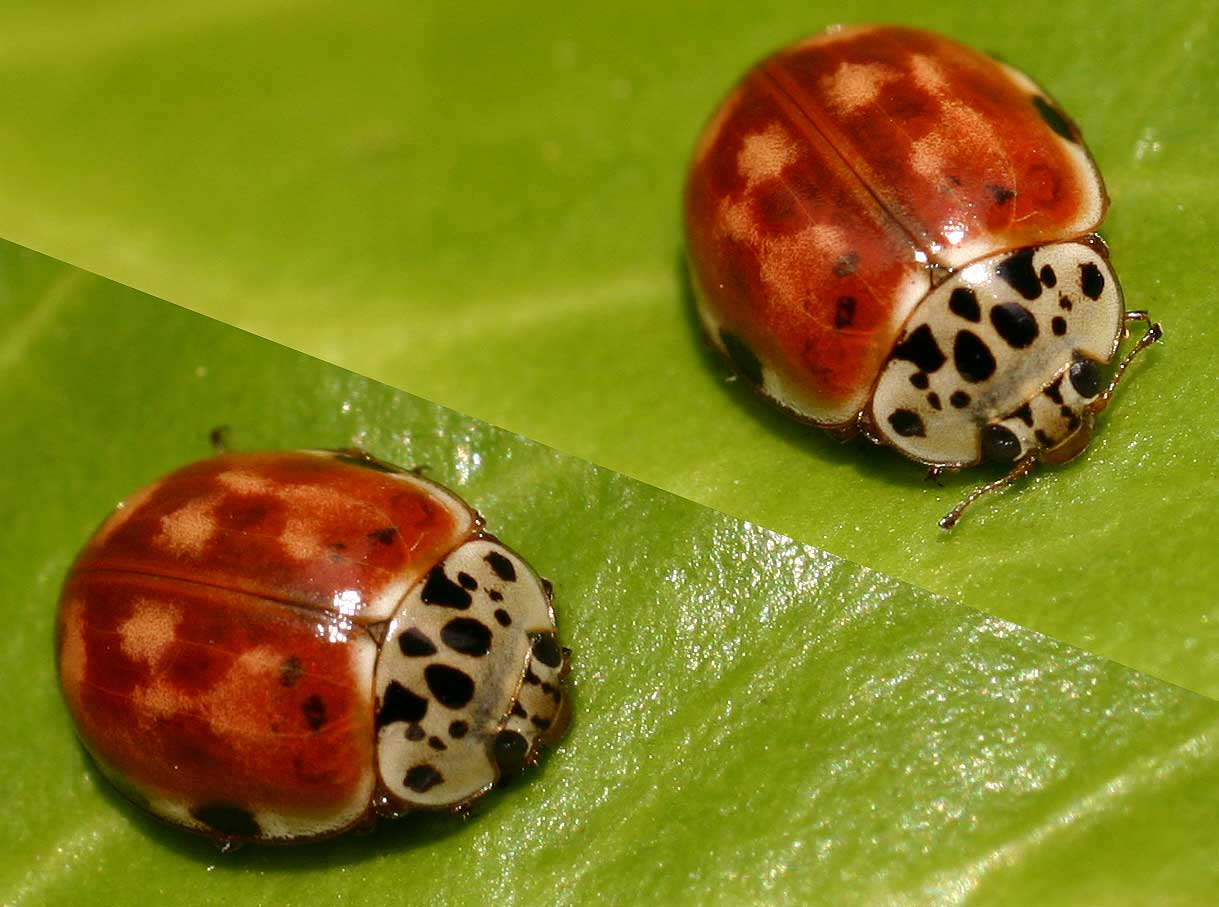
Harmonia quadripunctata – forma roşie
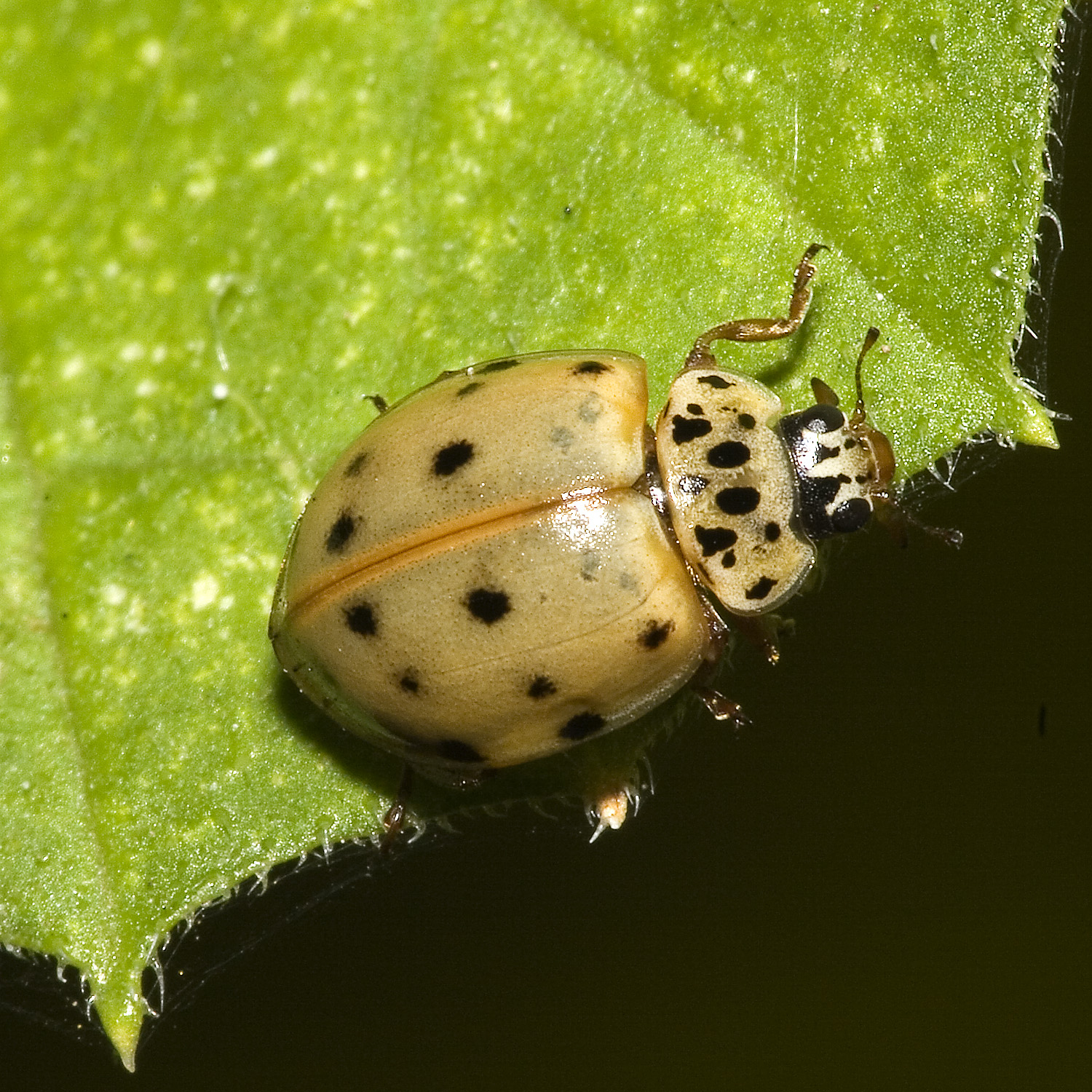
Harmonia quadripunctata – forma galbenă
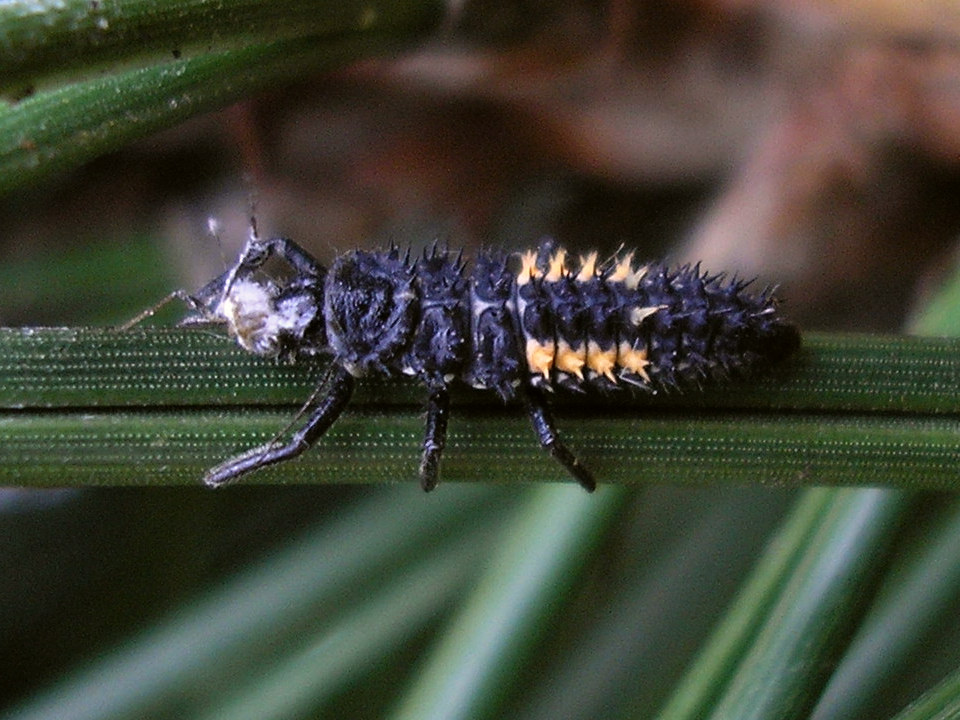
Larvă de Harmonia quadripunctata
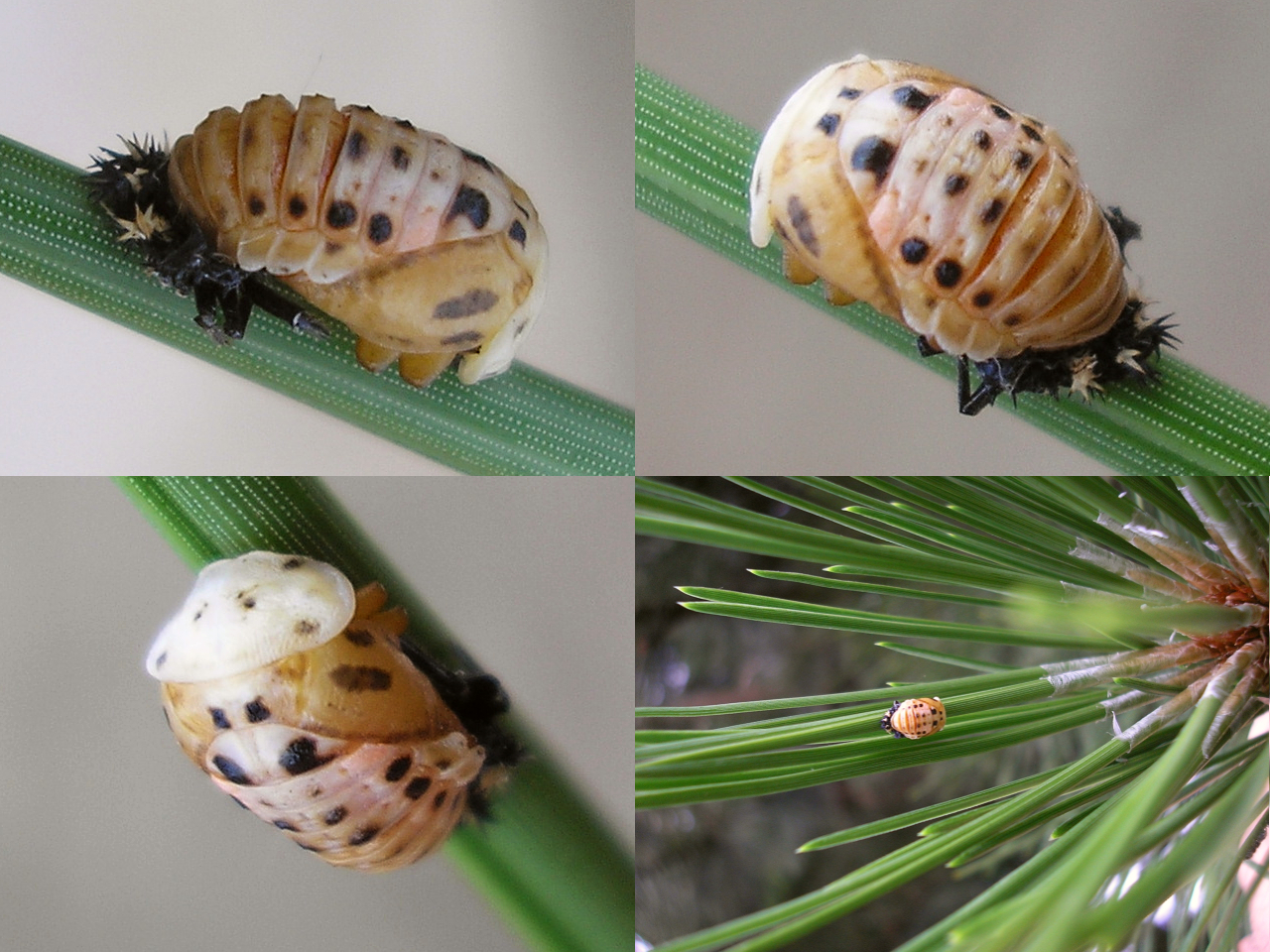
Pupă de Harmonia quadripunctata